# Bico (Azerbaigian)
Bico è un comune dell'Azerbaigian situato nel distretto di Ağsu. Conta una popolazione di 1 860 abitanti.